# Maison royale de Saint-Louis
La Maison Royale de Saint-Louis era un collegio scolastico per ragazze istituito nel 1684 a Saint-Cyr (l'attuale comune di Saint-Cyr-l'École, Yvelines) in Francia dal re Luigi XIV su richiesta della sua seconda moglie, Françoise d'Aubigné, Marchesa di Maintenon, che voleva una scuola per ragazze provenienti da famiglie nobili impoverite. L'istituzione perse il suo ruolo di primo piano alla morte di Luigi XIV e poi di Madame de Maintenon, ma segnò comunque un'evoluzione nell'educazione femminile sotto l'Ancien Régime. I suoi studenti illustri includevano la nipote della Maintenon, Marthe-Marguerite Le Valois de Villette de Mursay, marchesa di Caylus, e la sorella di Napoleone Elisa Bonaparte, granduchessa di Toscana.
Rimase in vita durante i primi anni della Rivoluzione francese, ma chiuse definitivamente nel marzo 1793, con i suoi edifici vuoti presi in consegna dall'École spéciale militaire de Saint-Cyr nel 1808. Tuttavia, la Maison royale in seguito fornì a Napoleone l'ispirazione per la sua Maison des demoiselles de la Légion d'honneur, che esiste ancora come Maison d'éducation de la Légion d'honneur.

## Storia

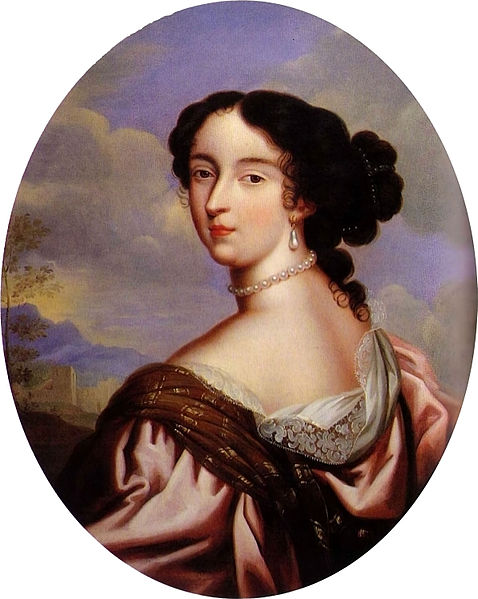
Françoise d'Aubigné, Marchesa di Maintenon

### I desideri di Madame de Maintenon
Le origini della Maison Royale de Saint-Louis erano fortemente legate alla giovinezza di Madame de Maintenon. Lei stessa proveniva da una nobile famiglia caduta in disgrazia e ricevette solo un'istruzione limitata, amministrata tramite i conventi, che erano allora le uniche istituzioni educative delle ragazze nobili. I loro programmi erano minimi, con lezioni di francese, latino, matematica e lavori domestici. L'enfasi principale era sulla religione e la liturgia, senza alcuna apertura sul mondo reale.
Madame de Maintenon si trasferì in seguito negli ambienti intellettuali, grazie al suo primo marito, Paul Scarron, prima di diventare governante dei figli di Madame de Montespan, dandole esposizione all'educazione e alla vocazione di educatrice. Una volta accanto a Luigi XIV, Madame de Maintenon desiderava migliorare l'istruzione a disposizione delle ragazze provenienti da famiglie nobili impoverite, che stavano diventando sempre più numerose perché molti nobili di provincia morivano nelle guerre di Luigi o spendevano le loro fortune al suo servizio.

### Fondazione
Nel 1680, Madame de Maintenon assunse due suore, l'ex orsolina Madame de Brinon e la sua parente Madame de Saint-Pierre, che era a capo di una piccola scuola fondata per formare ragazze povere per i lavori di servizio domestico. Nel 1686 stabilì le suore in una casa a Rueil che aveva affittato e sistemato. Ha aggiunto venti ragazze provenienti da famiglie nobili povere a studenti tratti tra la gente, a cui è stato insegnato un programma diverso. Nel 1684 la Maison Royale fu visitata dal convertito cattolico cinese Michael Shen Fu-Tsung. Sempre in quell'anno, il 3 febbraio 1684, la scuola per figlie di nobili famiglie impoverite fu trasferita a Noisy-le-Roi, con l'aiuto del re, che offrì lo Château de Noisy, acquistandolo e attrezzandolo per ospitare più di 180 pensionati. Il 15 agosto 1684, nel corso del Grand Conseil, Luigi XIV decretò la fondazione di 

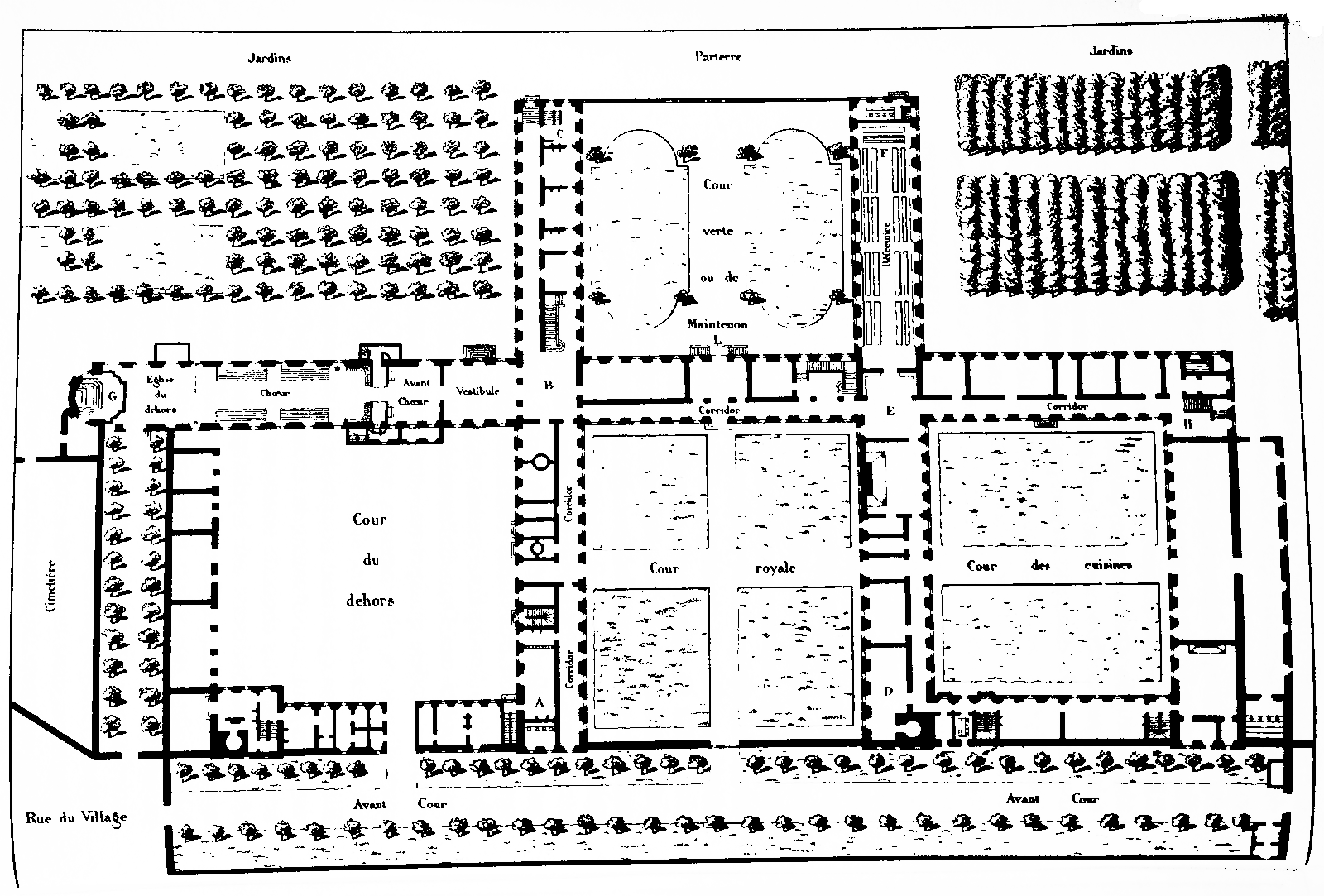
Pianta del piano terra della Maison Royale de Saint-Louis.

Il domaine di Saint-Cyr fu assegnato alla Maison nel 1685, e il re ordinò grandi lavori di costruzione sul domaine vicino a Versailles, guidati da Jules Hardouin Mansart.  Il progetto costò al re 1.400.000 livres I progetti di Hardouin-Mansart per la Maison utilizzavano la pianta a forma di U che spesso usava altrove, con gli edifici riservati alle maestre e agli studenti che formavano una H, alla quale doveva essere aggiunta la cappella della scuola a ovest. Le aule ei dormitori degli studenti erano rispettivamente al primo e al secondo piano, i dormitori appena sopra le aule per le classi corrispondenti. Ogni dormitorio conteneva 40 letti ed era circondato da due celle per le amanti. Ad ogni aula era affiancato anche un piccolo dormitorio supplementare con 20 posti letto, a sua volta accanto a due celle per le maestre. L'infermeria era situata lontano dai dormitori per consentire l'isolamento dei malati ed evitare così la diffusione di malattie contagiose. Le stanze riservate ai pensionati erano situate ad est degli edifici, per allontanarle il più possibile dall'ingresso dei visitatori, situato ad ovest al livello del cortile esterno.
Nel giugno 1686, dopo 15 mesi di lavoro, Luigi XIV cedette il domaine alla Maison Royale de Saint-Louis, con lettere patenti del 18 e 26 giugno 1686 che confermano la fondazione dello stabilimento. Dal 26 luglio al 1º agosto 1686, le pensionate, conosciute come le "Demoiselles de Saint-Cyr", entrarono nello stabilimento in una grande processione grazie a Luigi, che prestò loro le sue carrozze e le sue guardie svizzere. Madame de Brinon fu nominata superiora a vita dell'istituto e Madame de Maintenon ricevette il titolo di "Institutrice della Maison Royale de Saint-Louis", che le conferiva totale autorità sulla Maison. Il re le concesse anche un appartamento a Saint-Cyr che poteva usare quando lo desiderava. La cappella della scuola fu consacrata alla Vergine Maria il 2 agosto di quell'anno e vi furono trasferite le reliquie di San Candido, precedentemente conservate presso la cappella di Noisy. Il re fece la sua prima visita a Saint-Cyr nel settembre 1686, quando fu accolto dalle signore e dalle pensionate con una cerimonia importante.
Grandi personaggi si interessarono alla fondazione della Maison Royale. All'inizio del 1687, Fontenelle, in competizione per un premio di eloquenza all'Académie, decantò "les Demoiselles de Saint-Cyr" e il "[loro] famoso modello di bellezza unita all'innocenza."

### Organizzazione

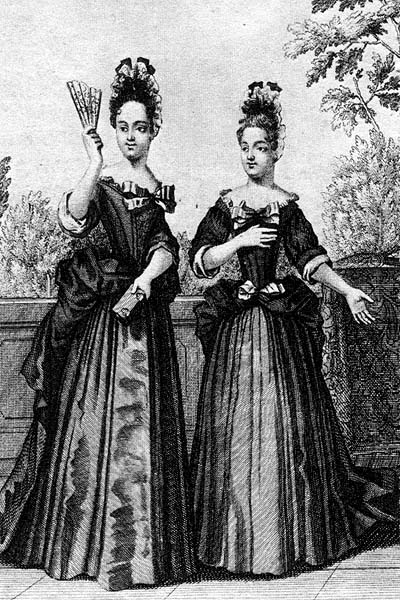
Due "Demoiselles de Saint-Cyr".

La Maison Royale de Saint-Louis era aperta "alle figlie di signori che erano stati uccisi o avevano esaurito la loro salute o la loro fortuna al servizio dello Stato", che sarebbero entrate nella scuola tra i 7 e i 12 anni. Il re egli stesso decise chi ammettere alla scuola, dopo essersi consultato con esperti di genealogia francese che potessero garantire che le candidate possedessero almeno quattro generazioni di nobiltà da parte di padre. Molte pensionate erano figlie, nipoti o orfane di soldati e, anche se molte di loro erano da Parigi e la sua periferia, la scuola ha avuto studentesse provenienti da ogni provincia della Francia e anche dall'estero (ad esempio, tre Québécoises nel 1750). Gli edifici scolastici ospitavano 250 studenti, assistiti da 36 educatrici o "professes", 24 suore "converse" che svolgevano compiti domestici, alcuni sacerdoti e personale laico.
Le studentesse, dai 7 ai 20 anni, furono divise per età in quattro "classi". Indossavano un'uniforme sotto forma di una tunica di mussola marrone simile alle vesti di corte, legata con nastri il cui colore indicava la classe di chi lo indossava: rosso dai 7 ai 10 anni; verde dalle 11 alle 14; giallo per 15-16; e blu per 17-20. Indossavano anche un berretto bianco che lasciava i capelli parzialmente scoperti. Ogni classe aveva la sua stanza. Questa divisa e questa divisione per età sono state riprese a Noisy:
Ogni classe era guidata da una "maîtresse de classe", che era a sua volta supportata da una seconda mistress e sub-mistresses. Alcune delle studentesse più anziane e più talentuose erano incaricate di queste mistresses ed indossavano nastri neri. In effetti, il ruolo dei "neri" era più ampio. Scelte tra le più valenti e disciplinate delle "blu", esse avevano il compito di aiutare gli insegnanti e in ospedale, refettorio, contabilità, 
etc. Le mistresses di classe erano guidate da una "Maîtresse générale des classes", che non solo coordinava le diverse classi, ma aveva anche la responsabilità delle studentesse al di fuori dell'orario scolastico.
Le mistresses e le altre dame non erano suore, ma facevano voti religiosi "semplici" o temporanei di povertà, castità e obbedienza, nonché voti di "dedicare la loro vita all'educazione e all'istruzione delle demoiselles", che Madame de Maintenon giudicava essere il voto più importante di tutti. Erano vestite in uniforme di mussola nera, con un berretto nero.
Le studentesse erano ospitate a Saint-Cyr fino al compimento dei 20 anni e non avrebbero dovuto lasciarlo fino a tale età, salvo in caso di licenziamento, matrimonio o "circostanze familiari eccezionali." Quando lasciarono la scuola al termine degli studi, ricevettero una dote di 3.000 livres o per un matrimonio conveniente o per permettere loro di entrare in convento. Tuttavia, alcune ex studentesse non se ne sono andate e sono rimaste lì come insegnanti. Per garantire la qualità dell'insegnamento, le studentesse che desideravano diventare insegnanti hanno seguito un "noviziato" di 6 anni durante il quale sono stati formati all'insegnamento dalle "Maîtresse des novices".
Le entrate per mantenere lo stabilimento provenivano dagli affitti e dallo sfruttamento dei suoi domaines, dai sussidi della Généralité de Paris e dalle entrate dell'Abbazia di Saint-Denis a cui era annessa.

### Insegnamento

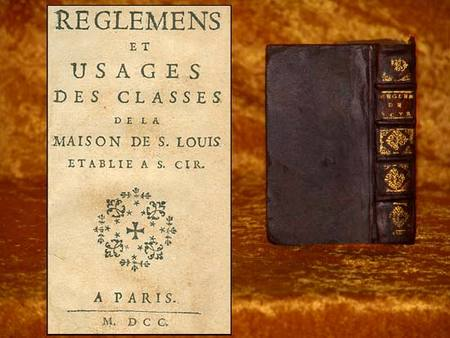
Regolamento della Maison Royale de Saint-Louis.

Le regole della scuola, spesso chiamate les Constitutions, recitavano nell'articolo 54 "che cosa insegnare alle signorine":
Ogni classe aveva un orario adeguato all'età dei suoi studenti:
- le "rosse" imparavano la lettura, la scrittura, l'aritmetica e la geometria, ricevendo le loro prime lezioni nel catechismo e dei rudimenti della storia religiosa e del latino
- le "verdi" continuavano in queste materie, insieme alla storia e alla geografia
- le "gialle" imparavano anche a disegnare, cantare, ballare e fare musica
- le "blu" furono iniziate all'araldica, alla storia della Chiesa cattolica e all'insegnamento più dettagliato nella moralità

Tutte le giornate delle pensionate si svolgevano secondo lo stesso orario: si alzavano alle 6 del mattino e andavano in classe alle 7 con le prime preghiere della giornata, prima di consumare la colazione in refettorio. Studiavano poi dalle 8 alle 12 prima di pranzare. La pausa pranzo durava fino alle 14, quando ricominciavano le lezioni. Queste duravano fino alle 18:00, quando aveva luogo la cena. Finalmente andavano a letto alle 21:00. Ogni momento della giornata era scandito da una preghiera. Questo orario era più breve di quello della maggior parte dei conventi, dove gli studenti dovevano alzarsi alle 4 del mattino per il Mattutino.
Aiutare nelle faccende domestiche alla Maison Royale faceva parte dell'educazione delle studentesse. Le più anziane, soprattutto le "blu" e le "nere", dovevano assistere al refettorio o all'infermeria, o cucire vestiti e vestiti per le loro compagne di scuola o per le insegnanti. Anche il loro tempo libero era importante e Madame de Maintenon incoraggiava gli studenti a usarlo per giochi intellettuali come scacchi e dama, sebbene i giochi di carte fossero vietati. Il Mémoires des Dames de Saint-Cyr del 1709 riporta scritto che:
Secondo i desideri di Madame de Maintenon, l'educazione fornita a Saint-Cyr era diversa da quella tradizionalmente praticata nei conventi, dove l'educazione era minima e principalmente centrata sulla religione. Le studentesse della Maison furono educate per essere le future mogli e dame della nobiltà, ricevendo un'educazione severa ma che mostrava la prova della modernità dell'epoca, in particolare nel suo rifiuto di trascurare l'educazione laica per dare tempo all'educazione religiosa. A Saint-Cyr si insegnavano anche le arti - in particolare il teatro, che Madame de Maintenon apprezzava - quando i conventi generalmente non insegnavano queste cose, disapprovando gli attori. Il personale della Maison era laico e non religioso, cosa unica per l'epoca.
Questa unicità non ha impedito alla Maison di imporre una rigida disciplina: le sue studentesse non avevano ferie e non potevano vedere le loro famiglie più di quattro volte l'anno, nel parlatorio. I dormitori non erano riscaldati, i letti erano volontariamente duri per non "ammorbidire" le pensionate e si lavavano solo con acqua fredda.
Dal 1698, Madame de Maintenon apportò modifiche senza precedenti alla Maison: ogni classe non era più posta interamente sotto la guida delle sue mistresses, ma suddivisa in "famiglie" da otto a dieci studentesse, ciascuna con una "madre", generalmente la studentessa più anziana del gruppo, e affidata la responsabilità a una delle mistressesdi classe. Ogni famiglia aveva un banco semicircolare sopraelevato, con gli studenti disposti intorno alla parte convessa e la mistresses al centro:

### Polemiche suEstherdi Racine

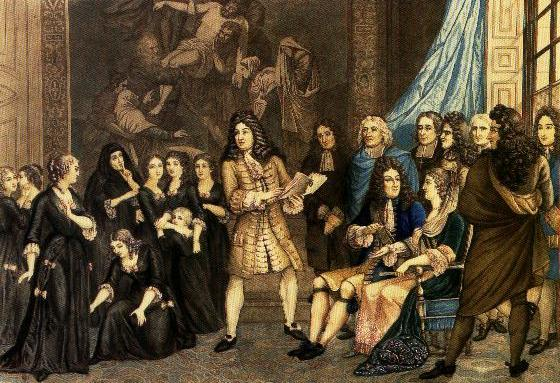
Racine fa ripetere Esther alle allieve di Saint-Cyr alla presenza di Luigi XIV e Madame de Maintenon.

Le studentesse di Saint-Cyr impararono il teatro prima nelle commedie scritte da Madame de Brinon, poi nelle Conversations scritte per loro da Madame de Maintenon su diversi argomenti morali. Hanno poi recitato nelle tragedie di Corneille e Racine. Tuttavia, Madame de Maintenon era scontenta di vedere le Demoiselle recitare scene di passione amorosa con troppo ardore, e così Racine scrisse agli studenti un pezzo religioso, Esther, che Madame de Maintenon intendeva presentare al re e alla corte. Ciò diede origine ad una profonda disputa tra Madame de Maintenon e Madame de Brinon, con quest'ultima contraria ad una produzione che sospettava fosse solo per la gloria di Madame de Maintenon. Questa disputa non era nuova - dal 1687, Madame de Brinon rimproverò spesso Madame de Maintenon di essere troppo vicina all'istituzione e di imporsi a Madame de Brinon, la sua superiora. Essendo la sua superiore a vita, Madame de Brinon non poteva essere sostituita, ma una lettre de cachet sigillata il 10 dicembre 1688 permise la messa in scena dell'opera. Madame de Loubert, già segretaria di Madame de Mainteno, all'età di soli 22 anni, sostituì Madame de Brinon come segretaria il 19 maggio 1689.
Esther fu rappresentata per la prima volta il 26 gennaio 1689 a Saint-Cyr alla presenza di Luigi XIV, Madame de Maintenon e molti altri cortigiani. Le ragazze che hanno recitato nello spettacolo, per lo più le "blu", hanno ricevuto da Madame de Maintenon costumi decorati con diamanti e pietre preziose e, inoltre, :
Le scenografie furono progettate da Borin, lo scenografo degli spettacoli di corte, e la musica dello spettacolo è stata suonata dai musicisti del re. I preparativi per la produzione costarono complessivamente più di 14.000 livres. Ci furono altre quattro produzioni dell'opera teatrale nel febbraio 1690, con l'ultima il 19 febbraio. Marguerite de Villette, sedicenne e recentemente sposata con il marchese de Caylus, ha interpretato il ruolo di Ester.
Il successo della produzione era importante per il re ed i suoi cortigiani, tanto da considerare un grande onore essere invitati. Tuttavia, dispiacque ben presto Madame de Maintenon, che temeva che le studentesse della scuola sarebbero cadute preda dei cortigiani e soprattutto che la produzione le avrebbe rese troppo orgogliose:

### Ulteriori polemiche

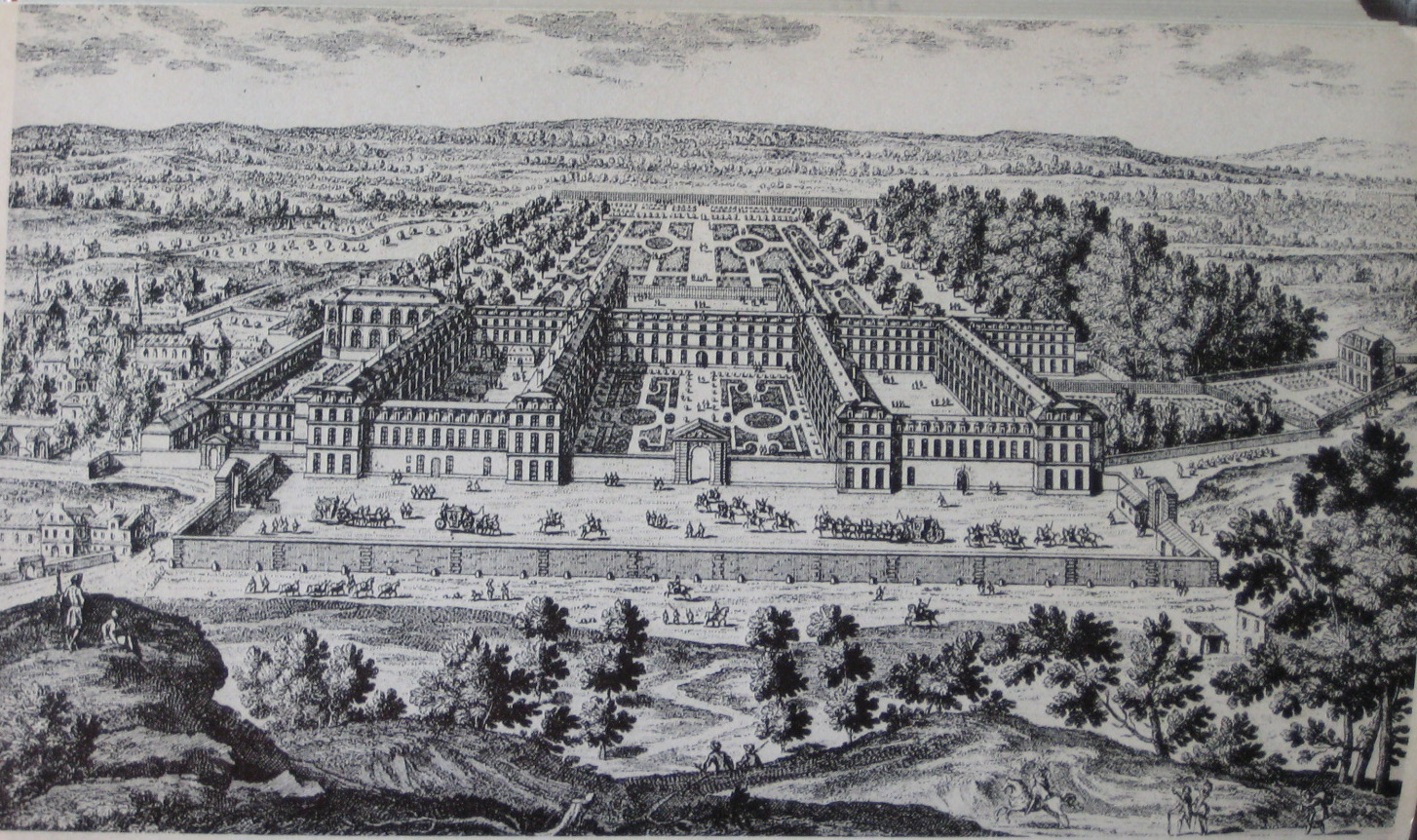
Veduta della Maison Royale de Saint-Louis all'inizio del XVIII secolo.

Dopo la produzione di Esther, Madame de Maintenon pensò di cancellare tutte le commedie a Saint-Cyr, ma il re chiese loro di mettere in scena la nuova commedia di Racine, Atalia - la loro produzione iniziò il 5 gennaio 1691 e si svolse in un'atmosfera di grande discrezione, senza costumi diversi dalle uniformi di Saint-Cyr e in presenza di nessuno se non della famiglia reale, tranne il 22 gennaio quando furono raggiunti da Giacomo e Maria (ex re e regina d'Inghilterra), Fénelon e alcuni vescovi.
Le due guide della coscienza di Madame de Maintenon, Fénelon e l'abate Paul Godet des Marais (divenuto vescovo di Chartres), le chiesero di rinunciare alla gloria e di restituire a Saint-Cyr la sua "umiltà e semplicità". La disciplina della scuola divenne più severa, con il divieto di civetteria e di libri che inizialmente erano stati ammessi a Saint-Cyr ma ora erano giudicati troppo profani per questo.
Madame de Maintenon ha anche raccomandato agli insegnanti di non esitare a punire le studentesse e contenere il loro orgoglio, affermando:
Ha anche chiesto che tutti i maschi tranne i preti fossero banditi dalla Maison, con anche i preti autorizzati a incontrare gli studenti solo in confessionale.

### Conversione in convento
La chiesa e i giansenisti condannarono la produzione di Esther e la mancanza di disciplina che sembrava regnare a Saint-Cyr, aggiungendo che l'educazione delle ragazze non doveva essere affidata a laici. Inoltre, si riteneva incongruo che la Maison fosse una casa laica, non un convento, e tuttavia fosse finanziata dalle rendite dell'Abbazia di Saint-Denis. Sebbene né Madame de Maintenon né il re volessero che la Maison diventasse un convento, essa ammise che il suo tentativo di educazione laica a Saint-Cyr era fallito ed accettò la sua trasformazione in convento. Così, nel novembre 1692, il papa pronunciò l'estinzione del titolo abbaziale di Saint-Denis, e la trasformazione della Maison in convento fu decisa nel settembre 1692 – la richiesta del papa fu fatta tramite Godet des Marais:
La conversione divenne effettiva dal 1º dicembre e alle insegnanti è stata data la possibilità di scegliere tra prendere i voti solenni e diventare così suore, o lasciare la Maison. Dal 1692 al 1694, madre Priolo, del convento di Chaillot, fu incaricata del loro insegnamento durante il periodo da novizie.
All'inizio del 1694, Madame de Loubert fu sostituita da Madame de Fontaines, ma Madame de Maintenon - sempre più presente a Saint-Cyr - fu riconosciuta come superiora onoraria in carica spirituale e temporale della Maison. La Maison si trovò quindi proprio al centro della vicenda del quietismo, quando Madame Guyon, che era legata in amicizia a Madame de Maintenon venne da lei accolta a Saint-Cyr dal 1689. L'esempio delle sue estasi influenzò molto rapidamente le studentesse, preoccupando Madame de Maintenon - inoltre, essa fu aspramente criticata dai giansenisti, che la accusarono di permettere che pensieri eretici si diffondessero. Madame finì con l'allontanare la mistica da Saint-Cyr nel 1694, prima di separarsi da Fénelon (che ancora sosteneva Madame Guyon) nel 1696 e ritirare i suoi libri dalla Maison. Infine, nel 1698, cacciò le ultime adepte del quietismo ancora presenti a Saint-Cyr, Madame de la Maisonfort, cugina di Madame Guyon, e Madame du Tourp, ponendo fine alla vicenda del quietismo a Saint-Cyr:

### Chiusura

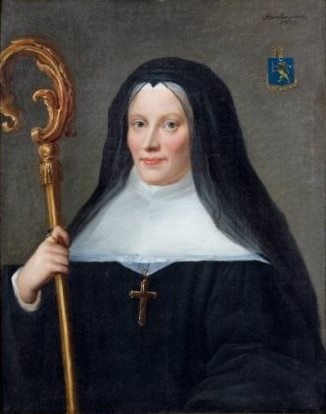
Marguerite de Guillermin, ultima badessa di Saint Cyr.

Alla morte di Luigi XIV nel 1715, Madame de Maintenon si ritirò a Saint-Cyr fino alla sua morte, avvenuta il 15 aprile 1719. Fu imbalsamata e sepolta nella cappella della scuola il 18 agosto. La Maison continuò a funzionare con grande discrezione, anche se la morte di Madame de Maintenon e la successione di Luigi XIV da parte del suo pronipote Luigi XV portarono via lo status alla moda della scuola. Tuttavia, il 6 settembre 1715, il reggente aveva fatto visita a Madame de Maintenon a Saint-Cyr e le aveva garantito che tutti i privilegi acquisiti dalla Maison sarebbero stati mantenuti.
Sotto Luigi XV, in assenza di Madame de Maintenon, le nuove idee della Maison si indebolirono e l'educazione fornita fu criticata, in un primo momento dallo stesso Luigi XV negli anni '30 - si rifiutò di mandare le sue figlie a Saint-Cyr. Le Mémoires di Madame du Hausset (Parigi, 1824) affermano: "Queste ragazze sono purissime. (...) Viene loro insegnato un modo che le renderebbe tutte dame di palazzo, oppure sono infelici e impertinenti". Nel 1750, il marchese d'Argenson affermò addirittura: "Sappiamo che l'establishment di Saint-Cyr non serve a nulla. Non produce altro che dei puri, che si sposano solo nelle loro province o sono fatti per far arrabbiare i loro mariti.
Nel 1786, Elisabetta di Francia, sorella di Luigi XVI, celebrò il centenario della Maison Royale de Saint-Louis, e nel suo cortile fu allestito uno spettacolo pirotecnico, anche se Luigi XVI non vi presenziò di persona, osservandolo dalle terrazze di Versailles. La Rivoluzione francese e in particolare la sua abolizione dei privilegi del clero e della nobiltà mettono in dubbio la ragion d'essere della Maison. In compenso, un decreto di Luigi XVI nel 1790 autorizzò la scuola ad ammettere ragazze non nobili, ma l'Assemblea legislativa decretò la chiusura della scuola il 16 agosto 1792, con effetto dal marzo 1793 con la partenza del suo personale e delle restanti studentesse. Dall'ottobre 1793 gli edifici furono trasformati in ospedale militare e tali rimasero fino al 1798. Successivamente, nel 1808, quando i suoi edifici originari si rivelarono troppo piccoli, Napoleone vi trasferì la sua École spéciale militaire de Saint-Cyr, rilevando i vecchi edifici della Maison Royale, dove rimase fino alla Seconda Guerra Mondiale. Dalla seconda metà del XX secolo gli edifici della Maison sono stati restaurati e ora ospitano il Lycée militaire de Saint-Cyr.

## Influenze
Anche durante la vita di Madame de Maintenon, molti stabilimenti furono creati o trasformati sul modello della Maison, generalmente da ex studentesse della Maison. Nel 1705 una di queste studentesse, Madame de la Viefville o Viesville, di soli 28 anni, divenne badessa del convento delle Bernardine a Gomerfontaine, nella diocesi di Beauvais, vicino a Trie (l'attuale Trie-Château). Era entrata in un convento di Argensol dopo aver lasciato la Maison e la prima cosa che fece al momento della sua nomina a badessa fu di chiedere a Madame de Maintenon le sue opinioni e l'onore della sua protezione, in risposta alla quale iniziò inviandole Mademoiselle d'Aumale "per aiutare a crescere meglio i suoi studenti e assistere nei suoi consigli". Nel 1712, Madame de la Mairie, un'altra alunna di Saint-Cyr, riformò il convento di Bisy su consiglio di Madame de Maintenon, che scrisse alla de la Mairie nel maggio di quell'anno: 
Sia Viefville che Mairie fecero in modo che i loro stabilimenti impartissero un'educazione simile a quella della Maison, e molte altre alunne divennero anche insegnanti, mentre altre studentesse entrarono nei conventi e trasmisero i metodi di insegnamento della Maison a livello di terra in tutti i maggiori conventi, che iniziarono a prendere più conto dell'insegnamento e del benessere delle loro alunne piuttosto che mettere l'educazione religiosa al di sopra di tutto.

## Nei film
La Maison royale compare nella miniserie televisiva L'allée du roi del 1996 e nel film Saint-Cyr del 2000.

## Nella musica
Il famoso compositore barocco francese Marc-Antoine Charpentier scrisse Messe pour le Port Royal da eseguire nella cappella di St. Cyr.